# يوكيبا (كاليفورنيا)
يوكيبا (بالإنجليزية: Yucaipa )‏ هي إحدى مدن مقاطعة سان بيرناردينو، كاليفورنيا. تم إعطاءها لقب مدينة في 27 نوفمبر، 1989.

## التركيبة السكانية
حدّد مكتب تعداد الولايات المتحدة بيانات التركيبة السكانية ليوكيبا في تعداد الولايات المتحدة. في ما يلي، التركيبة السكانية حسب تعدادي 2000 و2010.

### تعداد عام 2000
بلغ عدد سكان يوكيبا 41,207 نسمة بحسب تعداد عام 2000، وبلغ عدد الأسر 15,193 أسرة وعدد العائلات 10,679 عائلة مقيمة في المدينة. في حين سجلت الكثافة السكانية 562.8 نسمة لكل كيلومتر مربع (1,457.6/ميل2). وبلغ عدد الوحدات السكنية 16,112 وحدة بمتوسط كثافة قدره 220 لكل كيلومتر مربع (569.8/ميل2).
وتوزع التركيب العرقي للمدينة بنسبة 85.21% من البيض و0.90% من الأمريكيين الأفارقة و1.08% من الأمريكيين الأصليين و1.18% من الأمريكيين ذوي الأصول الآسيوية و0.13% من سكان جزر المحيط الهادئ و8.04% من الأعراق الأخرى و3.46% من عرقين مختلطين أو أكثر و18.35% من الهسبانيون أو اللاتينيون من أي عرق.
بلغ عدد الأسر 15,193 أسرة كانت نسبة 38.9% منها لديها أطفال تحت سن الثامنة عشر تعيش معهم، وبلغت نسبة الأزواج القاطنين مع بعضهم البعض 54.2% من أصل المجموع الكلي للأسر، ونسبة 11.6% من الأسر كان لديها معيلات من الإناث دون وجود شريك، بينما كانت نسبة 4.4% من الأسر لديها معيلون من الذكور دون وجود شريكة وكانت نسبة 29.7% من غير العائلات. تألفت نسبة 25.3% من أصل جميع الأسر من عدة أفراد يعيشون في نفس المنزل ونسبة 13.4% كانت تتألف من شخص يعيش بمفرده يبلغ من العمر 65 عاماً أو أكثر. وبلغ متوسط حجم الأسرة المعيشية 2.67، أما متوسط حجم العائلات فبلغ 3.21.
بلغ العمر الوسطي للسكان 36.8 عاماً. وكانت نسبة 28.2% من القاطنين تحت سن الثامنة عشر، وكانت نسبة 7.6% بين الثامنة عشر والرابعة والعشرين عاماً، ونسبة 27.1% كانت واقعةً في الفئة العمرية ما بين الخامسة والعشرين والرابعة والأربعين عاماً، ونسبة 21% كانت ما بين الخامسة والأربعين والرابعة والستين، ونسبة 14.7% كانت ضمن فئة الخامسة والستين عاماً فما فوق. يوجد لكل 100 أنثى 93.6 ذكر، ويوجد لكل 100 أنثى في الثامنة عشر من عمرها فما فوق 89.1 ذكر.
بلغ متوسط دخل الأسرة في المدينة 39,144 دولارًا، أما متوسط دخل العائلة فبلغ 48,683 دولارًا. وكان متوسط دخل الذكور 40,480 دولارًا مقابل 25,957 دولارًا للإناث. وسجل دخل الفرد الخاص بالمدينة 18,949 دولارًا. وكانت نسبة 8.8% من العائلات ونسبة 11.2% من السكان تحت خط الفقر، وكان من هؤلاء نسبة 13.7% تحت سن الثامنة عشر ونسبة 7.2% في الخامسة والستين من العمر وما فوق.

### تعداد عام 2010
بلغ عدد سكان يوكيبا 51,367 نسمة بحسب تعداد عام 2010، وبلغ عدد الأسر 18,231 أسرة وعدد العائلات 13,099 عائلة مقيمة في المدينة. في حين سجلت الكثافة السكانية 701.5 نسمة لكل كيلومتر مربع (1,816.9/ميل2). وبلغ عدد الوحدات السكنية 19,642 وحدة بمتوسط كثافة قدره 268.3 لكل كيلومتر مربع (694.9/ميل2).
وتوزع التركيب العرقي للمدينة بنسبة 79.48% من البيض و1.63% من الأمريكيين الأفارقة و0.94% من الأمريكيين الأصليين و2.79% من الأمريكيين ذوي الأصول الآسيوية و0.14% من سكان جزر المحيط الهادئ و10.88% من الأعراق الأخرى و4.14% من عرقين مختلطين أو أكثر و27.14% من الهسبانيون أو اللاتينيون من أي عرق.
بلغ عدد الأسر 18,231 أسرة كانت نسبة 38.4% منها لديها أطفال تحت سن الثامنة عشر تعيش معهم، وبلغت نسبة الأزواج القاطنين مع بعضهم البعض 54% من أصل المجموع الكلي للأسر، ونسبة 12.2% من الأسر كان لديها معيلات من الإناث دون وجود شريك، بينما كانت نسبة 5.6% من الأسر لديها معيلون من الذكور دون وجود شريكة وكانت نسبة 28.1% من غير العائلات. تألفت نسبة 23% من أصل جميع الأسر من عدة أفراد يعيشون في نفس المنزل ونسبة 10.8% كانت تتألف من شخص يعيش بمفرده يبلغ من العمر 65 عاماً أو أكثر. وبلغ متوسط حجم الأسرة المعيشية 2.79، أما متوسط حجم العائلات فبلغ 3.29.
بلغ العمر الوسطي للسكان 37.8 عاماً. وكانت نسبة 26.2% من القاطنين تحت سن الثامنة عشر، وكانت نسبة 8.7% بين الثامنة عشر والرابعة والعشرين عاماً، ونسبة 24.4% كانت واقعةً في الفئة العمرية ما بين الخامسة والعشرين والرابعة والأربعين عاماً، ونسبة 27.4% كانت ما بين الخامسة والأربعين والرابعة والستين، ونسبة 13.3% كانت ضمن فئة الخامسة والستين عاماً فما فوق. وتوزع التركيب الجنسي للسكان بنسبة 49.2% ذكور و50.8% إناث.

## المناخ
يظهر الجدول التالي التغييرات المناخية على مدار السنة ليوكيبا:
| البيانات المناخية لـيوكيبا        | البيانات المناخية لـيوكيبا | البيانات المناخية لـيوكيبا | البيانات المناخية لـيوكيبا | البيانات المناخية لـيوكيبا | البيانات المناخية لـيوكيبا | البيانات المناخية لـيوكيبا | البيانات المناخية لـيوكيبا | البيانات المناخية لـيوكيبا | البيانات المناخية لـيوكيبا | البيانات المناخية لـيوكيبا | البيانات المناخية لـيوكيبا | البيانات المناخية لـيوكيبا | البيانات المناخية لـيوكيبا |
| الشهر                             | يناير                      | فبراير                     | مارس                       | أبريل                      | مايو                       | يونيو                      | يوليو                      | أغسطس                      | سبتمبر                     | أكتوبر                     | نوفمبر                     | ديسمبر                     | المعدل السنوي              |
| --------------------------------- | -------------------------- | -------------------------- | -------------------------- | -------------------------- | -------------------------- | -------------------------- | -------------------------- | -------------------------- | -------------------------- | -------------------------- | -------------------------- | -------------------------- | -------------------------- |
| الدرجة القصوى °ف (°م)             | 83 (28)                    | 88 (31)                    | 95 (35)                    | 100 (38)                   | 106 (41)                   | 109 (43)                   | 114 (46)                   | 113 (45)                   | 112 (44)                   | 106 (41)                   | 94 (34)                    | 86 (30)                    | 114 (46)                   |
| متوسط درجة الحرارة الكبرى °ف (°م) | 63 (17)                    | 65 (18)                    | 69 (21)                    | 74 (23)                    | 81 (27)                    | 89 (32)                    | 96 (36)                    | 97 (36)                    | 92 (33)                    | 81 (27)                    | 71 (22)                    | 63 (17)                    | 78 (26)                    |
| المتوسط اليومي °ف (°م)            | 52.0 (11.1)                | 53.0 (11.7)                | 55.5 (13.1)                | 59.5 (15.3)                | 65.5 (18.6)                | 71.5 (21.9)                | 78.0 (25.6)                | 79.0 (26.1)                | 74.5 (23.6)                | 65.5 (18.6)                | 57.5 (14.2)                | 51.5 (10.8)                | 63.6 (17.6)                |
| متوسط درجة الحرارة الصغرى °ف (°م) | 41 (5)                     | 41 (5)                     | 42 (6)                     | 45 (7)                     | 50 (10)                    | 54 (12)                    | 60 (16)                    | 61 (16)                    | 57 (14)                    | 50 (10)                    | 44 (7)                     | 40 (4)                     | 49 (9)                     |
| أدنى درجة حرارة °ف (°م)           | 11 (−12)                   | 19 (−7)                    | 21 (−6)                    | 25 (−4)                    | 31 (−1)                    | 35 (2)                     | 42 (6)                     | 38 (3)                     | 37 (3)                     | 29 (−2)                    | 20 (−7)                    | 20 (−7)                    | 11 (−12)                   |
| الهطول إنش (مم)                   | 3.91 (99)                  | 4.45 (113)                 | 3.09 (78)                  | 1.19 (30)                  | 0.65 (17)                  | 0.17 (4.3)                 | 0.35 (8.9)                 | 0.26 (6.6)                 | 0.49 (12)                  | 1.03 (26)                  | 1.57 (40)                  | 2.33 (59)                  | 19.49 (493.8)              |
| المصدر: Weather Channel           |                            |                            |                            |                            |                            |                            |                            |                            |                            |                            |                            |                            |                            |

## أعلام
- أندرس هاوغن
- نوبل جوهانسون
- كوركي ميلر
- إدي هوغن